# Ligue des champions de hockey sur glace
 (octobre 2024).
Si vous disposez d'ouvrages ou d'articles de référence ou si vous connaissez des sites web de qualité traitant du thème abordé ici, merci de compléter l'article en donnant les références utiles à sa vérifiabilité et en les liant à la section « Notes et références ».
 (février 2024).
Les normes d'accessibilité du Web doivent être respectées sur les articles liés au hockey sur glace.
Les articles possédant ce bandeau sont listés dans la catégorie:Article hockey sur glace non accessible.
Les points d'amélioration suivants sont les cas les plus fréquents :
- Tableaux de données : utiliser les modèles préformatés déjà disponibles ou consulter l'aide ;
- Listes à puces : les listes à puces sont créées grâces aux astérisques. Il ne doit pas y avoir de ligne vide entre deux astérisques ;
- Langue : tout changement de langue doit être signalé grâce au modèle {{langue}} ou au paramètrelangue=quand le modèle {{Lien web}} est utilisé dans les références ;
- Alternative textuelle : toute image doit être accompagnée d'une description sommaire (à ne pas confondre avec la légende).

Voir aussi Wikipédia:Atelier accessibilité/Bonnes pratiques.
Nota : ce bandeau ne concerne pas les problèmes d'accessibilité dus aux modèles utilisés.
Ne pas confondre avec l'ancien format de la compétition Ligue des champions de hockey sur glace (2008-2009).
Pour les articles homonymes, voir CHL.
La Ligue des champions de hockey sur glace (en anglais : Champions Hockey League, abrégé CHL) est une compétition européenne de hockey sur glace regroupant les meilleurs clubs du continent.
Organisée par la European Ice Hockey Club Competition Ltd. (EICC), une société comptant pour actionnaires 26 clubs, 6 ligues et la Fédération internationale de hockey sur glace (IIHF), la compétition naît lors de la saison 2014-2015, à la suite du Trophée européen.
Les clubs possèdent 63 % des parts de la société basée en Suisse, les ligues 25 % et l'IIHF 12 %.

## Clubs fondateurs
La compétition a été fondée par 26 clubs de 6 ligues différentes :
- ICEHL : EC Red Bull Salzbourg, Capitals de Vienne.
- Extraliga : HC Bílí Tygři Liberec, HC Dynamo Pardubice, HC Sparta Prague, HC Vítkovice Ostrava.
- Liiga : HIFK, JYP Jyväskylä, KalPa Kuopio, Kärpät Oulu, Tappara, TPS.
- DEL : Adler Mannheim, Eisbären Berlin, ERC Ingolstadt, Krefeld Pinguine.
- NL : CP Berne, HC Fribourg-Gottéron, ZSC Lions, EV Zoug.
- SHL : Djurgårdens IF, Frölunda HC, Färjestad BK, HV 71, Linköping HC, Luleå HF.

## Comité directeur

ancien Logo
Logo simplifié
Logo de la compétition

Le comité directeur de la CHL est composé de neuf membres. Six représentent les clubs fondateurs, deux les ligues fondatrices et un la Fédération internationale de hockey sur glace. L'un des représentants des clubs, le Suédois Anders Ternbom, est également le président de la Ligue.

### Membres
- Clubs
  - Anders Ternbom
  - Petr Bříza
  - Timo Everi
  - Peter-John Lee
  - Peter Zahner (de)
  - Rupert Zamorsky
- Ligues
  - Christian Feichtinger
  - Gernot Tripcke
- IIHF
  - Kalervo Kummola

## Format

### Saison régulière
Depuis la création de la compétition, le nombre de groupes et de participants a été modifié à plusieurs reprises, mais depuis la saison 2023/2024 ce sont 24 équipes qui sont réunies dans un seul grand groupe. Chaque équipe joue 3 matchs à domicile et 3 matchs à l'extérieur à l'issue desquels un classement est établi.
Les 16 équipes les mieux classées à l'issue de ces matchs sont qualifiées pour les 8es de finale.
Lors de cette phase une victoire vaut 3 points, une victoire en prolongation 2 points, une défaite en prolongation 1 point. 
Une défaite dans le temps règlementaire ne rapporte aucun point.

### Phase à élimination directe
Les 16 équipes qualifiées lors de la phase de groupe rejoignent donc les 8èmes de final où elles sont placées en fonction de leur rang dans le classement. (1 contre 16, 2 contre 15, etc.) 
Les 8èmes, quarts et demi-finales se déroulent sous la forme d'une rencontre aller-retour à l'issue de laquelle, si le score cumulé ne permet pas de départager les deux équipes, se trouve une prolongation de dix minutes (à mort subite) puis, si aucune équipe n'a marqué, une séance de tirs au but. 
La finale se dispute, elle, sur un seul match au domicile de l'équipe ayant le meilleur bilan sur la saison

## Qualification

### Règles
Depuis la saison 2023/2024 et le nouveau format, les places qualificatives sont réparties ainsi: 
- Une place est garantie pour le vainqueur de l'édition précédente
- 3 places pour chacun des 6 championnats fondateurs (Allemagne, Finlande, Suède, Suisse, République Tchèque et Autriche)
- 5 "Wildcards" attribuées aux championnats challengers

| Championnats challengers |
| --- |
| Ligue Magnus (France) Get-Liagen (Norvège) Metal Liagen (Danemark) Extraliga (slovaquie) Elite Ice Hockey Ligue (Grande Bretagne) Extraliga (belarus) Polska Hokej Liga (Pologne) |

## Palmarès
| Édition | Saison    | Vainqueur                                            | Finaliste                                            | Score                                                | Lieu de la finale                                    | Affluence                                            |
| ------- | --------- | ---------------------------------------------------- | ---------------------------------------------------- | ---------------------------------------------------- | ---------------------------------------------------- | ---------------------------------------------------- |
| 1re     | 2014-2015 | Luleå HF (1)                                         | Frölunda HC                                          | 4 - 2                                                | Coop Norrbotten Arena, Luleå                         | 06 300                                               |
| 2e      | 2015-2016 | Frölunda HC                                          | Kärpät Oulu                                          | 2 - 1                                                | Oulun Energia Areena, Oulu                           | 06 614                                               |
| 3e      | 2016-2017 | Frölunda HC                                          | Sparta Prague                                        | 4 - 3 a. p.                                          | Frölundaborg, Göteborg                               | 06 044                                               |
| 4e      | 2017-2018 | JYP Jyväskylä (1)                                    | Växjö Lakers HC                                      | 2 - 0                                                | Vida Arena, Växjö                                    | 05 750                                               |
| 5e      | 2018-2019 | Frölunda HC                                          | EHC Munich                                           | 3 - 1                                                | Scandinavium, Göteborg                               | 12 044                                               |
| 6e      | 2019-2020 | Frölunda HC (4)                                      | Mountfield HK                                        | 3 - 1                                                | ČPP aréna, Hradec Králové                            | 06 890                                               |
| 7e      | 2020-2021 | Édition annulée en raison de la pandémie de Covid-19 | Édition annulée en raison de la pandémie de Covid-19 | Édition annulée en raison de la pandémie de Covid-19 | Édition annulée en raison de la pandémie de Covid-19 | Édition annulée en raison de la pandémie de Covid-19 |
| 8e      | 2021-2022 | Rögle BK (1)                                         | Tappara                                              | 2 - 1                                                | Catena Arena, Ängelholm                              | 04 950                                               |
| 9e      | 2022-2023 | Tappara (1)                                          | Luleå HF                                             | 3 - 2                                                | Coop Norrbotten Arena, Luleå                         | 06 150                                               |
| 10e     | 2023-2024 | Genève Servette HC (1)                               | Skellefteå AIK                                       | 3 - 2                                                | Patinoire des Vernets, Genève                        | 07 135                                               |
| 11e     | 2024-2025 | ZSC Lions (1)                                        | Färjestad BK                                         | 2 - 1                                                | Swiss Life Arena, Zurich                             | 012 000                                              |

## Bilan par club
| Rang | Club               | Vainqueur | Finaliste | Titre(s) remporté(s)   |
| ---- | ------------------ | --------- | --------- | ---------------------- |
| 1    | Frölunda HC        | 4         | 1         | 2016, 2017, 2019, 2020 |
| 2    | Tappara            | 1         | 1         | 2023                   |
| 2    | Luleå HF           | 1         | 1         | 2015                   |
| 4    | ZSC Lions          | 1         | 0         | 2025                   |
| 4    | Genève Servette HC | 1         | 0         | 2024                   |
| 4    | Rögle BK           | 1         | 0         | 2022                   |
| 4    | JYP Jyväskylä      | 1         | 0         | 2018                   |
| 7    | Mountfield HK      | 0         | 1         | -                      |
| 7    | EHC Munich         | 0         | 1         | -                      |
| 7    | Kärpät Oulu        | 0         | 1         | -                      |
| 7    | Sparta Prague      | 0         | 1         | -                      |
| 7    | Växjö Lakers HC    | 0         | 1         | -                      |
| 7    | Skellefteå AIK     | 0         | 1         | -                      |
| 7    | Färjestad BK       | 0         | 1         | -                      |